# Islam Mansouri
Pour les articles homonymes, voir Mansouri.
Islam Mansouri, né le 23 juillet 1997, est un coureur cycliste algérien.

## Palmarès et résultats

### Palmarès par année
- 2014
  -  Champion arabe du contre-la-montre juniors
  -  Champion arabe du contre-la-montre par équipes juniors[n 1]
  -  Champion d'Algérie sur route juniors
  - 2e du championnat d'Algérie du contre-la-montre juniors
- 2015
  -  Champion d'Algérie sur route juniors
  -  Médaillé d'argent du championnat d'Afrique du contre-la-montre juniors
  -  Médaillé d'argent du championnat d'Afrique sur route juniors
  -  Médaillé de bronze du championnat arabe du contre-la-montre juniors
- 2017
  -  Champion arabe du contre-la-montre par équipes[n 2],[1]
  -  Champion d'Algérie du contre-la-montre espoirs
  - Tour du Sénégal :
    - Classement général
    - 2e étape

  - 5e étape du Tour de Tunisie
  - 1re étape du Tour d'Algérie
  - 3e étape du Grand Prix international de la ville d'Alger
- 2018
  - 8e étape du Tour du Sénégal
  -  Médaillé de bronze du championnat d'Afrique du contre-la-montre par équipes
- 2019
  - 2e étape du Tour de Sidi Bel Abbès
  - 2e du championnat d'Algérie du contre-la-montre espoirs
  -  Médaillé de bronze du championnat d'Afrique du contre-la-montre espoirs
  - 3e du Tour de Sidi Bel Abbès
- 2022
  -  Champion d'Algérie sur route
  - Challenge Spécial Ramadan :
    - Classement général
    - 6e épreuve

  - 1re étape du Grand Prix Chantal Biya
  - Grand Prix d'Ongola
  - 2e du Tour d'Algérie
  -  Médaillé de bronze du championnat d'Afrique du contre-la-montre par équipes
- 2023
  - Grand Prix d'El Malah
- 2024
  - 3e et 4e étapes du Grand Prix Chantal Biya
- 2025
  - Tour de Ghardaïa :
    - Classement général
    - 1re et 4e (contre-la-montre) étapes

  - Tour du Cameroun : 
    - Classement général
    - 6e étape

  - 2e du championnat d'Algérie du contre-la-montre

### Classements mondiaux
| Année                                 | 2016  | 2017 | 2018  | 2019  | 2020 | 2021  | 2022 | 2023  | 2024  |
| ------------------------------------- | ----- | ---- | ----- | ----- | ---- | ----- | ---- | ----- | ----- |
| Classement mondial                    | 2456e | 589e | 1004e | 1437e | nc   | 2339e | 471e | 1447e | 1580e |
| UCI Africa Tour                       | 210e  | 17e  | 43e   | 85e   | nc   | 127e  | 17e  | 81e   | nc    |
|                                       |       |      |       |       |      |       |      |       |       |
| Légende : nc = non classéSource : UCI |       |      |       |       |      |       |      |       |       |